# 三木郵便局 (香川県)
三木郵便局（みきゆうびんきょく）は、香川県木田郡三木町大字池戸にある郵便局。民営化前の分類では集配普通郵便局であった。

## 概要
住所：〒761-0799 香川県木田郡三木町大字池戸字大塚3011番地2
民営化直前の集配業務再編において、多くの集配普通郵便局は統括センターとなったが、当局は配達センターとされたため、民営化後も郵便事業株式会社の支店は併設されず、集配センターが併設された。

## 沿革
- 1874年（明治7年）12月16日 - 平木（ひらぎ）郵便取扱所として開設[1]。
- 1875年（明治8年）1月1日 - 平木郵便局（五等）となる。
- 1880年（明治13年）10月16日 - 為替取扱を開始。
- 1881年（明治14年） - 貯金取扱を開始。
- 1885年（明治18年）6月30日 - 為替取扱を廃止。
- 1891年（明治24年）12月1日 - 為替取扱を再開。
- 1900年（明治33年）5月21日 - 池戸（いけのべ）郵便局に改称。
- 1901年（明治34年）2月1日 - 池戸郵便電信局となる。
- 1903年（明治36年）4月1日 - 通信官署官制の施行に伴い池戸郵便局となる。
- 1963年（昭和38年）4月21日 - 田中郵便局から電話交換事務を移管[2]。
- 1970年（昭和45年）8月21日 - 電話交換および和文電報配達業務を、讃岐三木電報電話局に移管。
- 1997年（平成9年）10月6日 - 三木郵便局に改称。同日、田中郵便局および神山郵便局から集配業務を移管。
- 1999年（平成11年）7月1日 - 特定郵便局から普通郵便局に局種別改定。
- 2000年（平成12年）8月14日 - 外国通貨の両替および旅行小切手の売買に関する業務取扱を開始。
- 2007年（平成19年）10月1日 - 民営化に伴い、併設された郵便事業高松南支店三木集配センターに一部業務を移管。
- 2012年（平成24年）10月1日 - 日本郵便株式会社発足に伴い、郵便事業高松南支店三木集配センターを三木郵便局に統合。

## 取扱内容
- 郵便、印紙、ゆうパック、内容証明
- 貯金、為替、振替、振込、国際送金、国債、投資信託
- 生命保険、バイク自賠責保険、自動車保険、変額年金保険
- ゆうちょ銀行ATM
- 木田郡三木町内の集配業務

## 周辺
- 香川大学農学部
- 讃陽堂松原病院
- 高松東警察署

## アクセス
- 高松琴平電気鉄道長尾線 農学部前駅から西へ約600m（徒歩約7分）
- 高松自動車道 高松東ICから南へ約3km、さぬき三木ICから南西へ約4.5km
- 大川バス 松原病院前停留所、三木町コミュニティバス 讃陽堂松原病院前停留所下車
- 駐車場あり：12台